# Adrenalin

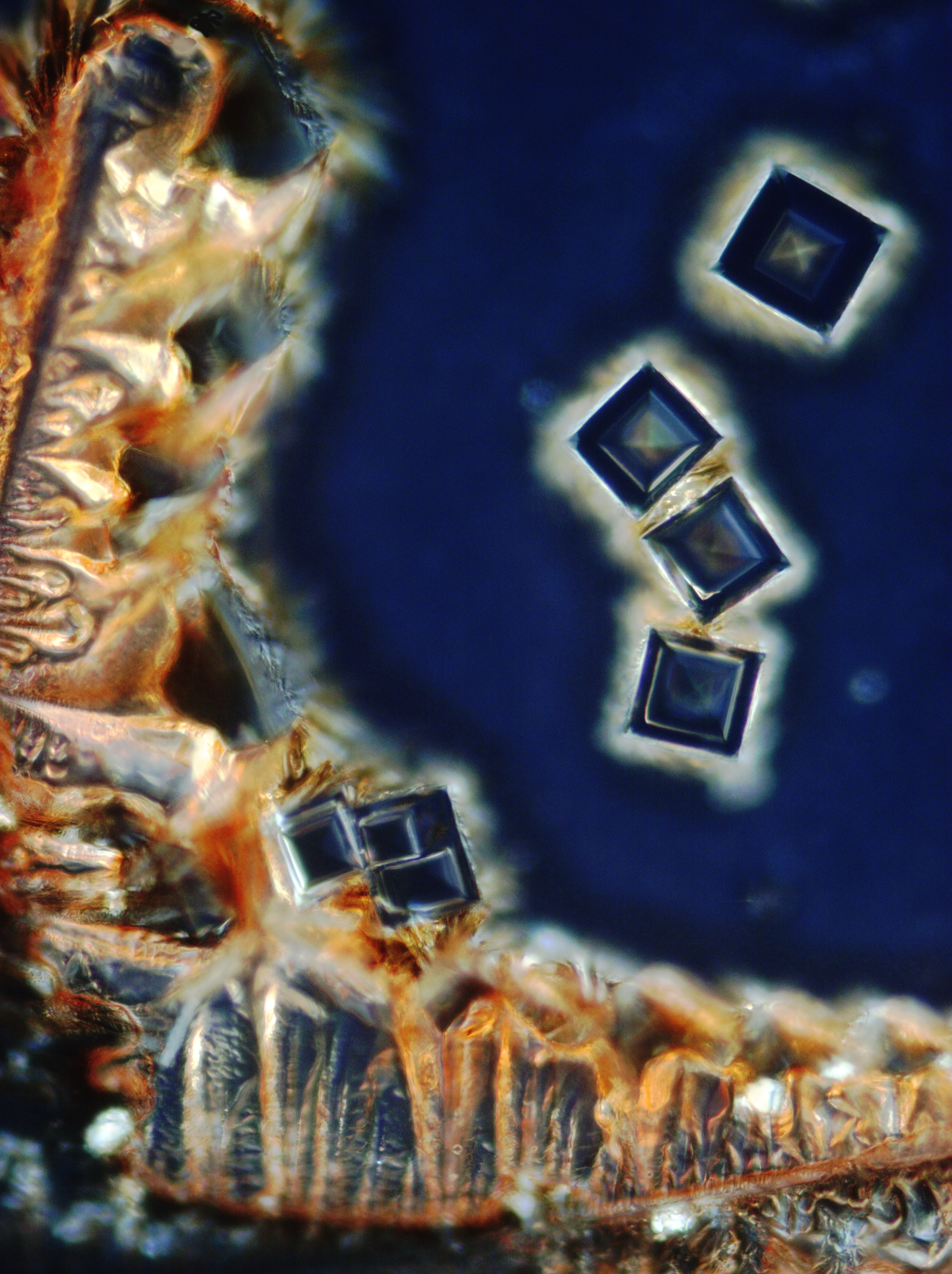
Krystaly adrenalinu, autor Josef Reischig

Adrenalin (epinefrin) je hormon vyměšovaný dření nadledvin; patří do skupiny katecholaminů. Připravuje tělo na výkon, je základním hormonem stresové reakce „útok, nebo útěk“. Adrenalin se společně s kortizolem podílí na udržení organismu při životě při stresové reakci. Tyto látky působí proti sobě. Adrenalin způsobuje, že tělo podává extrémní výkony. Kortizol brání před poškozením od účinků adrenalinu.

## Působení
- zúžení periferních cév díky působení na alfa receptory a následné kontrakci hladkých svalů, tím dochází k centralizaci oběhu, krev se soustřeďuje v životně důležitých centrálních orgánech (srdce, mozek, plíce), působí také pozitivně na srdeční činnost
- urychlení srdeční činnosti, zvýšení síly stahu srdečního svalu, a tím pádem tlaku a tepu
- působí také na hladkou svalovinu průdušek – rozšiřuje jejich průsvit (bronchodilatace) a zlepšuje tak ventilaci plic
- rozšíření zornic, do očí vstupuje více světla (mydriáza)
- aktivace potních žláz

- Dále zvyšuje glykémii tím, že:
  - snižuje hladinu inzulinu – což se zdá trochu kontraproduktivní, jelikož inzulin transportuje cukr do buněk (i do těch svalových). Avšak inzulin ukládá cukr do tuků nebo z nich v játrech tvoří glykogen (což při stresu není moc vhodné).
  - zvyšuje syntézu glukagonu, který štěpí glykogen v játrech na glukózu.

## Použití v medicíně
- Základní lék při celotělové, život ohrožující alergické reakci (anafylaxi). Roztáhnutím průdušek  a zúžením cév zabraňuje úmrtí z udušení a šoku. Lidem ohroženým alergiií je adrenalin předepisován ve formě laické injekční stříkačky - autoinjektoru.
- Pro své stimulující účinky na srdce je používán při resuscitaci.
- Je přidáván do lokálních anestetik, stažením cév prodlouží dobu účinku.
- Inhalační podání snižuje otok dýchacích cest.

## Psychika
Aktivity spojené s uvolňováním adrenalinu do krve pozitivně ovlivňují lidskou psychiku. Podle sexuologa Radima Uzla zvyšuje adrenalin chuť na sex.